# Joachim Rüdiger von Massow
Joachim Rüdiger von Massow, auch Jochim Rüdiger von Massow († 24. Dezember 1756) war ein preußischer Landrat. Er stand dem Rummelsburger Kreis in Hinterpommern vor. 
Er war ein Angehöriger des pommerschen Adelsgeschlechts von Massow. Sein Vater Ernst Dietrich von Massow († 1687) war Gutsherr von Brünnow im Rummelsburger Kreis; seine Mutter Magdalena war eine geborene von Wobeser.
Joachim Rüdiger von Massow studierte an der Universität Halle. Er wurde zum Landrat des Rummelsburger Kreis gewählt und im Januar 1713 durch König Friedrich I. bestätigt und bestellt. Bald darauf wurde er zusätzlich Marschkommissar des Kreises. 1732 wurde er als Nachfolger eines verstorbenen Landrats von Zastrow auch Assessor am Hofgericht Stargard. Im Jahre 1738 wurde ihm in seinem Amt als Landrat Georg Christian von Puttkamer als Adjunkt beigegeben, der nach seinem Tode sein Nachfolger wurde.
Massow war Gutsherr von Brünnow im Rummelsburger Kreis. Im Jahre 1752 kaufte er sich für 5100 Reichstaler auch das Gut Kriwan im Stolpeschen Kreis.
Joachim Rüdiger von Massow war in erster Ehe mit Anna Hedwig, einer geborenen von Bonin, verheiratet, in zweiter Ehe mit Abigail Maria, einer geborenen von Ramel. Aus der ersten Ehe gingen vier Kinder hervor, die zweite Ehe blieb kinderlos. Er starb 1756 im Alter von 75 Jahren. 